# Nymphon mauretanicum
Nymphon mauretanicum är en havsspindelart som beskrevs av Fage, L. 1942. Nymphon mauretanicum ingår i släktet Nymphon och familjen Nymphonidae. Inga underarter finns listade i Catalogue of Life.